# Moston (Cheshire West and Chester)
Moston – wieś w Anglii, w hrabstwie ceremonialnym Cheshire, w dystrykcie (unitary authority) Cheshire West and Chester. Leży 4 km na północ od miasta Chester i 268 km na północny zachód od Londynu. W 2001 miejscowość liczyła 680 mieszkańców.